# Un cuore grande così
(Artisti per Vicenza)
Un cuore grande così è una canzone scritta ed arrangiata da Claudio Corradini e cantata da 46 artisti del vicentino per raccogliere fondi per le persone vittime dell'alluvione che ha colpito Vicenza ed il Veneto nei giorni 1 e 2 novembre 2010. I promotori principali del progetto sono stati i soci di Protocollo Zero Music Factory e lo stesso Claudio Corradini dello Studio Risonanze.
Tutti gli artisti, i produttori ed i tecnici che hanno partecipato al progetto lo hanno fatto a titolo gratuito.

## Il brano
Il brano è stato commercializzato dal 15 novembre 2010  negli store digitali, al prezzo medio di 1,29 euro.
Il brano, che era stato già in parte inciso da Studio Risonanze qualche mese prima, è stato registrato tra lunedì 8 e mercoledì 10 novembre 2010 presso Protocollo Zero Music Factory. 
I vari artisti che hanno partecipato sono stati contattati telefonicamente dai produttori, i quali in poche ore sono riusciti a coinvolgere un cospicuo numero di persone che ben volentieri hanno accettato di partecipare al progetto.
Durante la registrazione corale in studio del brano Un cuore grande così è stato realizzato anche un videoclip prodotto da Marco Donazzan e Lorenzo Milan.

## Band
- Violoncello: Martina Marchiori
- Basso elettrico: Luca Donazzan (Lost), Davide Pezzin
- Chitarre: Sergio Borgo, Stefano Zarantonello
- Contrabbasso: Giorgio Galvan
- Batteria e percussioni: Francesco Corona (Batteria), Valerio Galla (percussioni)

## Artisti partecipanti
- Alan Bedin
- Sergio Borgo
- Giuliano Cederle e Giuseppe Tognon (Giuliano e i Notturni)
- Coma Familia
- Checco Corona
- Sergio Corona
- Claudio Corradini
- Cristiano Cortellazzo (Mistonocivo)
- Crisi
- Alessandro Dal Cengio
- Luca Donazzan (Lost)
- Dufresne
- Valentino Favotto
- Cinzia Fontana
- Valerio Galla
- Giorgio Galvan
- Earth
- Vito Licari (Lymph)
- Claudio Lo Bosco
- Antonio Loseto

- Los Locos
- Meggie
- Dario Magnabosco
- Martina Marchiori
- Penta
- Daniele Perrino
- Davide Pezzin
- Alessandro Piovan
- Francesco Piovan
- Prez (Defluo)
- Michele Prontera
- Michael (Righeira)
- Seby (Derozer)
- Solifonica e Diego Basso
- Diego Spagnolo (Toni ti anima la macchina)
- Sweet Poison
- Sabrina Turri
- Village Girls
- Stefano Zarantonello

## Tracce
Il CD viene commercializzato dalla seconda settimana di dicembre 2010 e contiene anche la versione strumentale ed il videoclip. 
Attualmente il download digitale sui vari store, permette di scaricare solo il singolo:
1. Un cuore grande così